# UD M42 (SMG)
UD M42（United Defense M42）は、第二次世界大戦にアメリカ合衆国で開発された短機関銃である。マーリン・ファイアアームズによって製造されたことから、マーリン（Marlin）という通称でも知られる。アメリカ軍による制式採用は叶わなかったものの、戦略諜報局（OSS）によって広く使用され、対独・対日抵抗運動への支援としても投下された。

## 概要
M42はトンプソン・サブマシンガンの代替を想定した短機関銃である。主に諜報機関である戦略諜報局（OSS）によって運用された。
開発段階では9x19mmパラベラム弾仕様と.45ACP弾仕様の2種が作成された。その後の選考を経て、ヨーロッパでの弾薬補給が容易な9mm仕様が大戦を通して主に生産されることとなり、.45ACP仕様はわずか6丁が試作されるに留まった。発射機関部はブローバック式を採用し、フルオート・セミオート射撃の切換えが可能、構造も全体的に簡単な作りになっていた反面、加工方法は板金プレスではなく切削に頼っていた。20発入りの複列式箱型弾倉を使用していたが、M42の最大の特徴として二本の弾倉を背中合わせに溶接してあり、銃側に予備を含めて計40発の弾薬を備えておける構造であった。その代わり予備弾倉はむき出しの状態であるため、破損や汚染の影響を受ける恐れがあった。
ボルト閉鎖後にボルトハンドルは前後せずに留まり、開口部を塞ぐシャッターとしての役割を果たす仕組みになっていた。また、差動ロッキング方式（differential locking system）を廃した数少ない銃の1つである。ホールドオープン機能を備えている点も、当時の短機関銃としては珍しい特徴だった。
量産はアメリカの銃器メーカーであるマーリン社によって行われ、最終的には約15,000丁が製造された。それらは終戦までの3年間に渡って主にOSSやアメリカ軍に対して供給された。西部戦線ではOSSから空中輸送されたM42が現地パルチザンによって使用されたほか、東アジア方面でも国民革命軍に譲渡されたM42が戴笠が指揮するレジスタンスによって日本軍との交戦に用いられた。

## 開発
設計者はハイスタンダード社の創業者でもあるカール・G・スウェビリウス技師（Carl G. Swebilius）である。M42は、トンプソン・サブマシンガンの代替品として設計された。原型となる試作短機関銃の特許申請は1940年10月15日に行われ、スウェビリウスは関連して4つの特許を取得している。この短機関銃はヨーロッパで普及した9x19mmパラベラム弾を採用していたが、アメリカで普及した.45ACP弾への転換も設計上容易とされていた。
このハイスタンダード製短機関銃にはオランダ軍が興味を示し、繰り返し売り込みも図られたものの、結局は不調に終わった。同年11月、ハイスタンダード社はイギリス軍向けに50口径機関銃12,000丁を10ヶ月以内に出荷するという契約を結び、このプロジェクトに注力するべく、短機関銃開発計画の優先度は引き下げられた。
最終的にこの短機関銃の独占的な製造権は、英国購買委員会に所属するポープ（Pope）とジャクソン（Jackson）の2人の手に渡った。契約では、彼らがこの短機関銃を1丁製造・販売するごとに、ハイスタンダード社がライセンス料を受け取る旨が定められていた。ポープとジャクソンはユナイテッド・ディフェンス・サプライ社（United Defense Supply, UDS）を設立した。
ジャクソンはイギリス軍部との関係も深かったので、テストを依頼したイギリス陸軍から「軍における使用に適する」という旨の報告を受け取っていた。オランダではこの報告の後に7,500丁を発注した上、その後追加で7,500丁、合計して15,000丁が発注されている。ポープとジャクソンの計画では、下請け業者に部品製造を依頼し、それをイングランド・ウォリンフォードのUD社にて組み立てることとされていた。技師も工場も持たないUD社は、最終的にマーリン・ファイアアームズ社と下請け契約を結んだ。
一方、アメリカ陸軍省も新たな短機関銃に興味を示し、1940年8月に非公式の試験を行った。さらに1941年11月には修正を加えたモデルで正式なテストが行われ、信頼性や射撃精度、制御の容易さなどが高く評価された。しかし、契約交渉に際し、複雑に入り組んだ製造権契約とライセンス料の支払いが問題になった。実際の製造を担当していたのがマーリン社だったこともあり、陸軍省はライセンス料の支払いを拒み、ハイスタンダード社およびUD社との契約を迂回しようと試みた。1942年3月2日の会議にて、ルネ・スタッドラー陸軍大佐（René Studler）は、政府が新型短機関銃の製造権を完全に買い取る形での契約以外を望まない旨をハイスタンダード社に伝えた。政府はUD社を「不必要な仲介者」と見なしていた一方、UD社は「新型短機関銃唯一の製造業者」を自称した。同時期、トンプソン・サブマシンガンの省力改良型であるトンプソンM1が設計されていた上、M2短機関銃の準制式採用が決定し、マーリン社はこちらの生産を担当することとなっていた。こうした中、歩兵委員会（Infantry Board）、騎兵委員会（Cavalry Board）、機甲兵委員会（Armored Force Board）のいずれもが、M42について「需要なし」と判断したことで、制式採用の道は絶たれた。.45ACP仕様のモデルはわずか6丁のみが試作された。
オランダ向けに製造された15,000丁は、1942年1月に日本軍のインドネシア侵攻（蘭印作戦）が始まったために輸送が中止され、全てがアメリカ政府へと売却された（ただし、後にオランダが800丁のみ買い戻した）。こうしてアメリカ政府が入手したM42の大部分が戦略諜報局（OSS）へと配備された。
1942年以降に追加の発注は行われなかった。1948年3月18日、マーリン社とハイスタンダード社の間で、マーリン社がM42の独占的な製造権を有することを認める契約が結ばれた。戦後はアルゼンチンやオランダへの売り込みが図られたものの、やはり不調に終わり、1952年に計画が放棄された。